# Stürtzstraße (Düren)

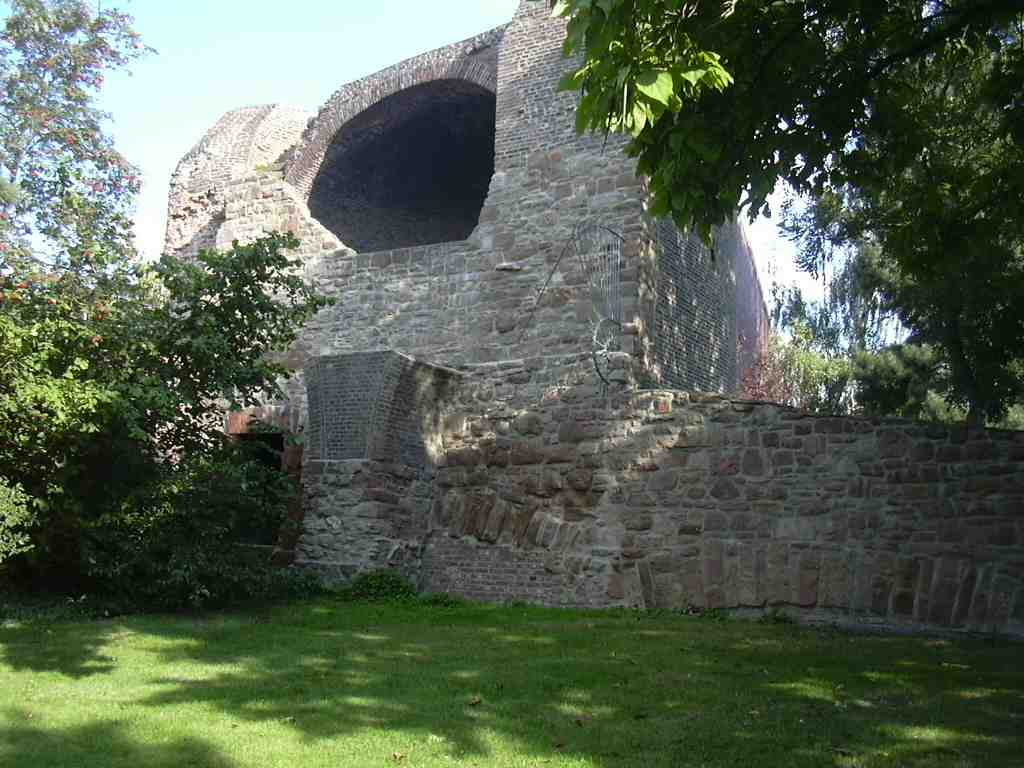
Der Spießenturm an der Stürtzstraße

Die Stürtzstraße in der Kreisstadt Düren (Nordrhein-Westfalen) ist eine alte Innerortsstraße.
Die Straße verbindet die Aachener Straße mit der Bonner Straße. Sie ist als Bundesstraße 264 klassifiziert. Auf der nördlichen Seite mündet die Straße Altenteich ein. Die Stürtzstraße verläuft vor der ehemaligen südlichen Stadtmauer.
In der Stürtzstraße gibt es folgende denkmalgeschützte Bauwerke:
- den Spießenturm
- die Stadtbefestigungsanlage Altenteich
- den Dicken Turm
- den Mühlenteich als ehemalige Grabenanlage

Am Haus Stürtzstraße 27 befindet sich eine Gedenktafel. Damit wird dem Initiator der Dürener Rentnerwohnungen, Dr. Wilhelm Hofacker, gedacht. Sie hat die Inschrift „Stadtkämmerer Dr. Wilhelm Hofacker Anreger und Förderer des Baus der Sozialrentnerwohnungen“.

## Geschichte
1888 wurde für den Straßenzug schon ein Fluchtlinienplan ausgearbeitet. 1896 wurde die Straße ausgebaut. Sie hieß damals noch Holz-Obertor-Promenade, im Volksmund auch Landratspromenade oder Dühste Promenädchen genannt. Im Gedenken an den Dürener Ehrenbürger und Landrat Emmerich Stürtz wurde der Straßenzug durch Ratsbeschluss vom 25. April 1893 in Stürtzstraße umbenannt.